# Trịnh Vũ Quang
Trịnh Vũ Quang (郑宇光 - Jeffrey Zheng Yu Guang) sinh năm 1981 tại Đại Liên, tỉnh Liêu Ninh, Trung Quốc) là một nam người mẫu, Manhunt International 2007.
Trịnh từng đi du học tại Ontario, Canada chuyên ngành kỹ sư máy tính. Cha của anh là một nhà môi giới chứng khoán còn mẹ anh là thông dịch viên tiếng Anh. Môn thể thao yêu thích của Jeffrey là bóng rổ và anh có thể nói thông thạo cả tiếng Trung và tiếng Anh.
Trước khi tham dự cuộc thi Manhunt International 2007, Trịnh là người mẫu cho nhiều hãng thời trang lớn. Tháng 2 năm 2007, anh đã đăng quang danh hiệu Manhunt International 2007, tổ chức tại Hàn Quốc.
Sau khi đăng quang Manhunt International 2007, Trịnh đã nhận được một số lời mời tham gia đóng phim tại Trung Quốc và Hồng Kông. Với danh hiệu đạt được, Trịnh trở thành người Trung Quốc đầu tiên đăng quang một danh hiệu sắc đẹp quốc tế (người thứ hai là Trương Tử Lâm, Hoa hậu Thế giới 2007). Anh cũng là người đầu tiên của vùng Á Đông đoạt Manhunt International.